# Gretel Bergmann

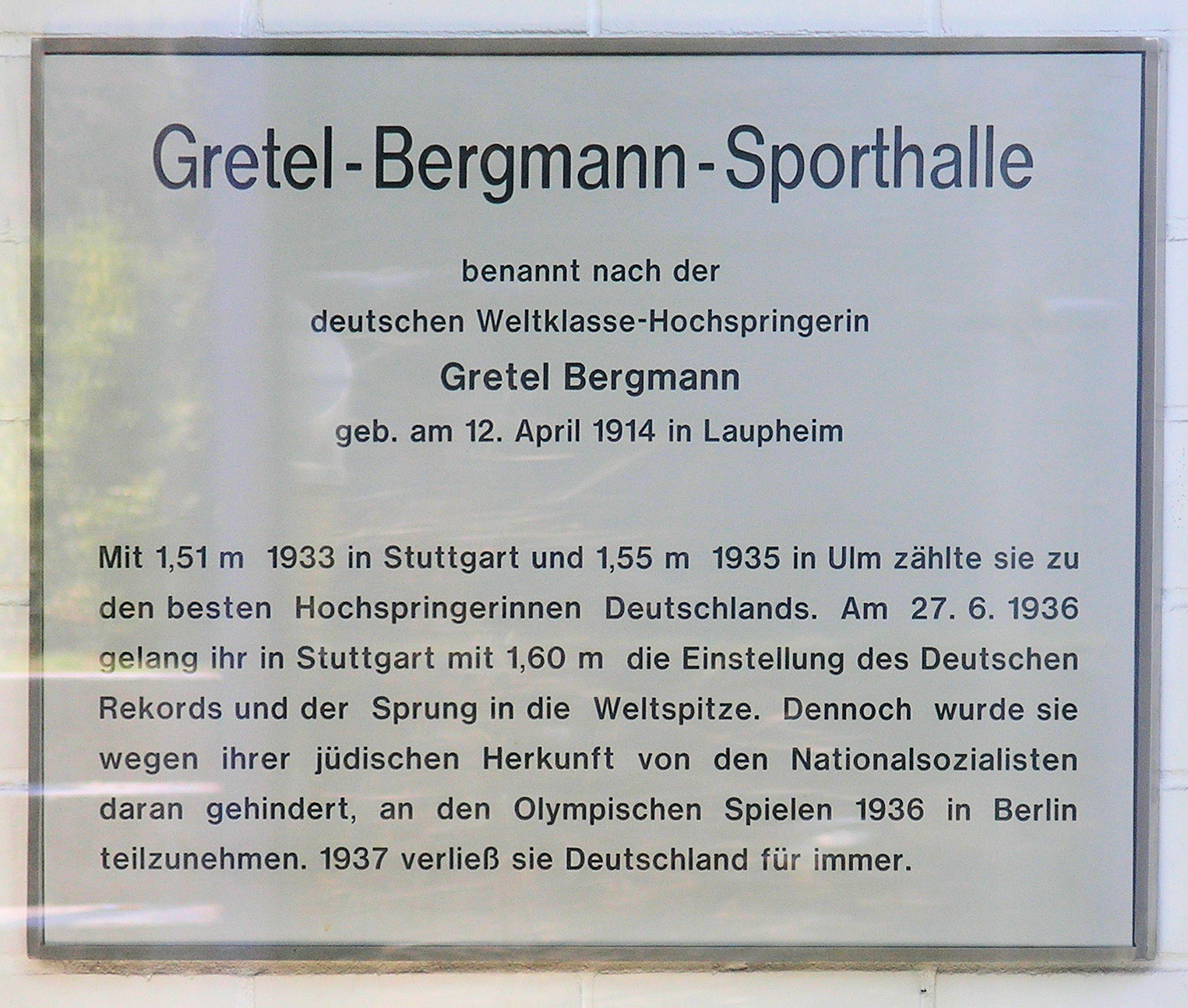
Placa en homenaje a Gretel Begmann en Berlin-Wilmersdorf

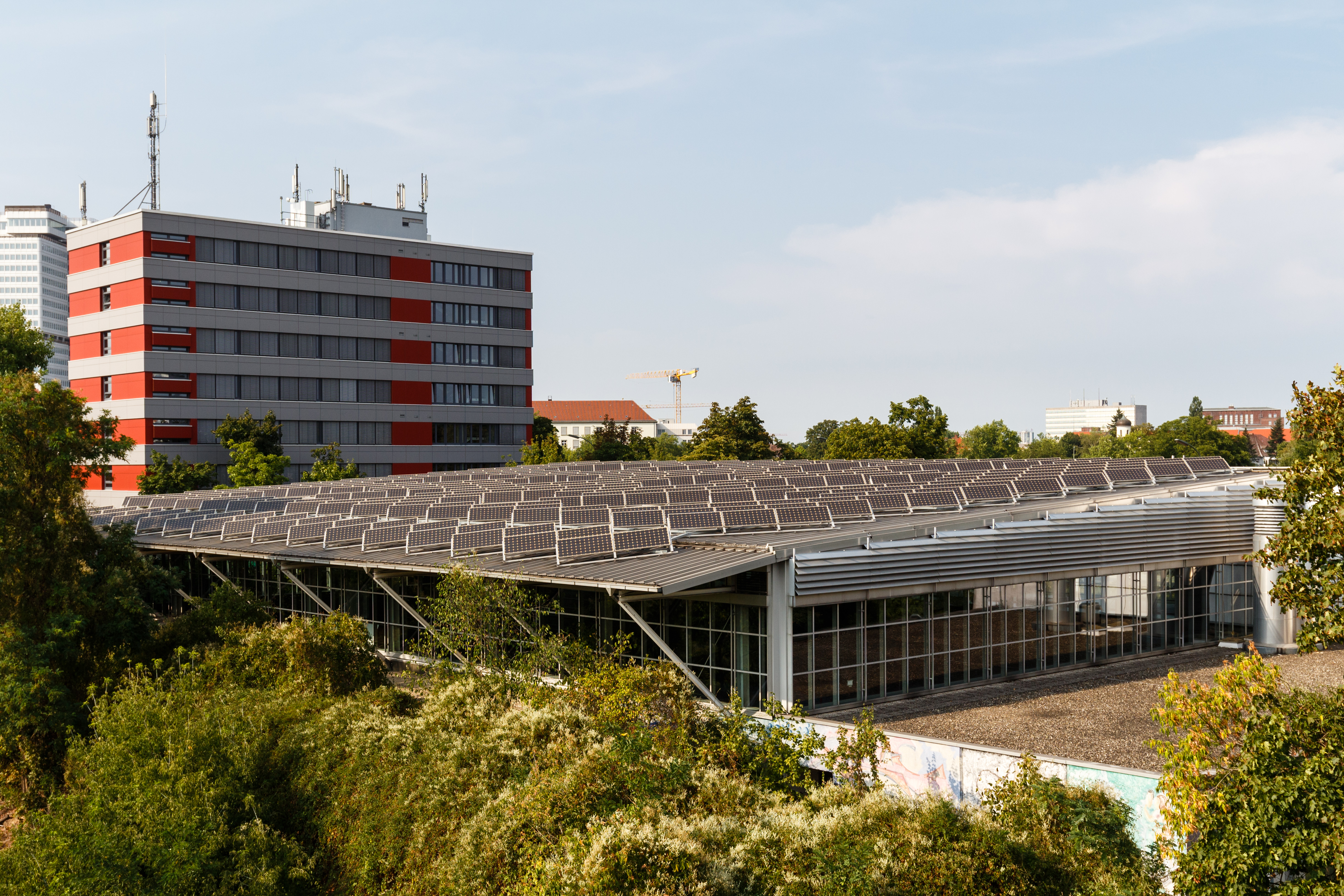
Sala de deportes Gretel-Bergmann

Gretel Bergmann (Laupheim, 12 de abril de 1914-Nueva York, 25 de julio de 2017) fue una deportista alemana, una de las mejores atletas de su país en los años 30, pero que fue apartada de la élite deportiva del mismo por el Gobierno Nazi por su condición de judía.

## Biografía
Gretel Bergmann era hija del empresario Edwin Bergmann, de la pequeña localidad de Laupheim, en el actual estado sureño de Baden-Wurtemberg.
Comenzó su carreta deportiva en 1930 en la UFV de Ulm, donde con 16 años consiguió la segunda marca en salto de altura (1,47 metros) para su primera clasificación a los campeonatos del sur de Alemania. En los años siguientes conseguiría el título con una altura similar, aunque entonces ya había llegado a saltar 1,50 metros.
Años después, y a pesar de ser  una de las atletas más destacadas de su país en su tiempo y tener los mejores registros en salto de altura (1,55 m. en 1935), no pudo participar en las Juegos Olímpicos de Berlín por las leyes antisemitas nazis. Ni después de haber conseguido el récor de Alemania en el mismo año 1936 en Stuttgart, dentro de los campeonatos de Wurtemberg,
Debido a esto emigró a Inglaterra y posteriormente a los Estados Unidos de América, países en los que sí pudo competir y conseguir numerosos títulos, como ya había hecho en las categorías juveniles en Alemania.
En 1937 y 1938 consiguió la medalla de oro en el campeonato de salto de altura de los EE. UU. y en lanzamiento de pesa (1937). Con el comienzo de la Segunda Guerra Mundial dejó su carrera deportiva y se dedicó a su familia.

## Trayectoria deportiva
- 1,60 metros (1935). Récord de Alemania